# Stade Pelé
Stade Boutroux
Le stade Pelé, connu jusqu'en 2023 comme le stade Boutroux, est un stade de football situé au sud de Paris, dans le 13e arrondissement, entre la porte d'Ivry et l'avenue de la Porte de Vitry. 
Il a été renommé en l'honneur du triple champion du monde brésilien éponyme, peu après le décès de ce dernier. L'inauguration officielle sous sa nouvelle appellation, en juin 2024, est organisée en présence du président de la FIFA, Gianni Infantino. 
Il a pour club résident le Paris 13 Atletico (anciennement « FC Gobelins »), dont l’équipe première évolue en 2024-2025 en championnat de France de football de National, la troisième division nationale. Sa capacité maximale est officiellement de 995 places, mais dans les faits supérieure à mille places.

## Situation et accès
Le stade Pelé fait partie de la ceinture d'équipements sportifs disposés le long du boulevard périphérique, appartenant et entretenus par la mairie de Paris. 
Il est desservi par la ligne 7 du métro de Paris et la ligne 3a du tramway d'Île-de-France à la station Porte d'Ivry. La porte d'Ivry constitue par ailleurs un accès au boulevard périphérique.

## Historique
Le stade est constitué principalement d'un terrain de football doté d'un revêtement synthétique et d'un bâtiment accueillant des vestiaires. Il compte un terrain de handball, un terrain de basket-ball, une piste de saut en longueur et à un skatepark avec un revêtement en bois,. Le stade est rénové en 2019 à la suite des succès sportifs de son club résident. L'ancienne tribune de 600 places et les équipements annexes sont supprimés, et une nouvelle tribune couverte de 214 places assises, sur trois rangs , répondant aux normes actuelles, est installée près des vestiaires de l'autre côté du terrain.
En 2022, à la suite de la montée du Paris 13 Atletico en National, le 3e échelon du football français, le stade est de nouveau mis aux normes du championnat afin que son équipe première puisse toujours y évoluer. Sa capacité est alors fixée à 995 places, dont 214 en tribunes assises. L'année suivante, en mars 2023, le stade Boutroux est baptisé « stade Pelé », en hommage au célèbre footballeur brésilien Pelé, décédé en décembre 2022,.
Alors que le club parisien obtient sportivement son retour en National en mai 2024, la Fédération française de football déclasse le stade pour le National, arguant que les engagements en 2022 n'ont pas tous été réalisés. La mairie de Paris s'engage à trouver une solution. 
En mai 2025, le stade accueille environ 1 300 spectateurs pour le dernier match de la saison du Paris 13 Atletico, qui assure à cette occasion son maintien en National, pour la première fois de l'histoire du club. 

## Galerie

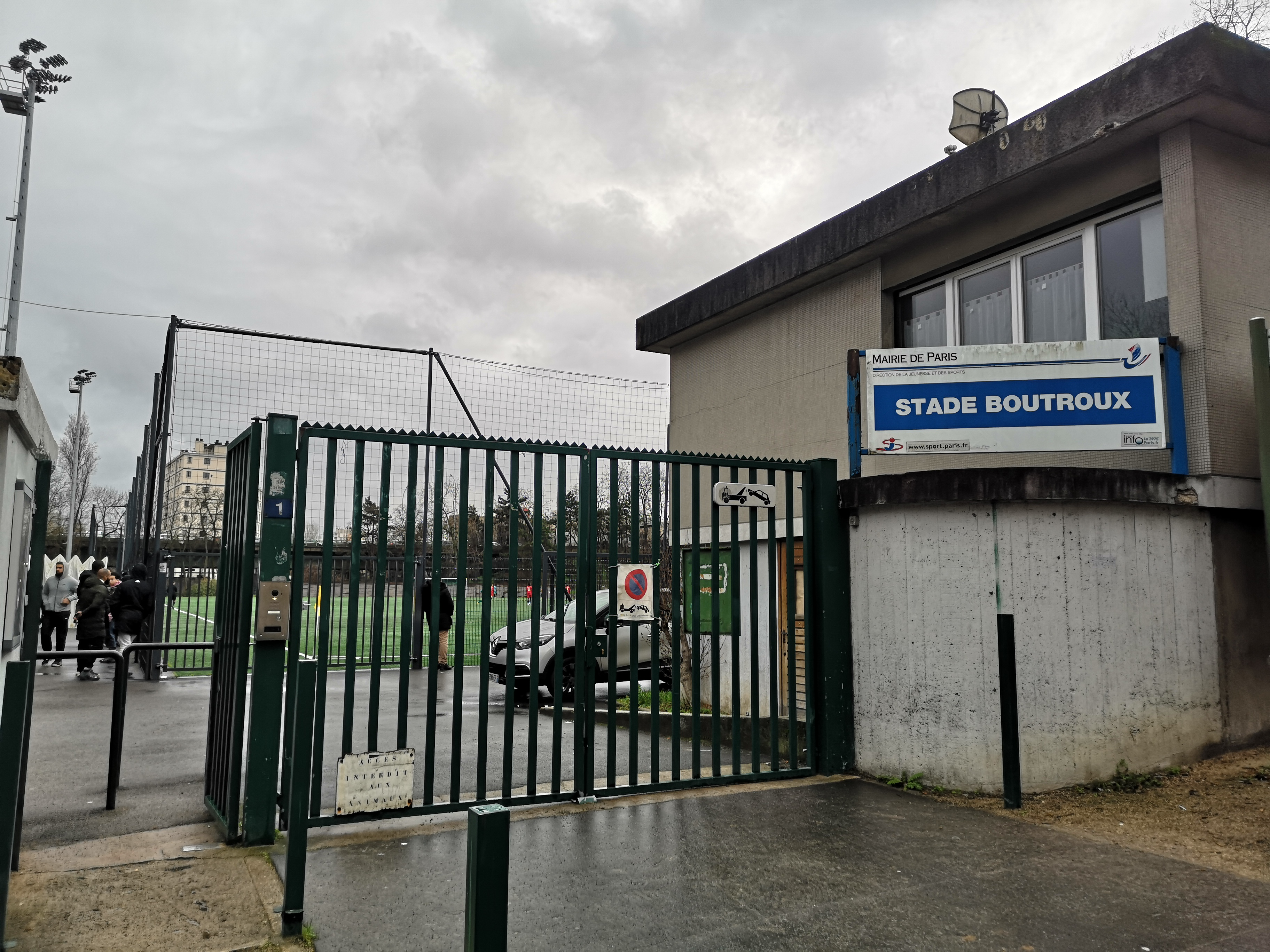
Entrée principale du stade.
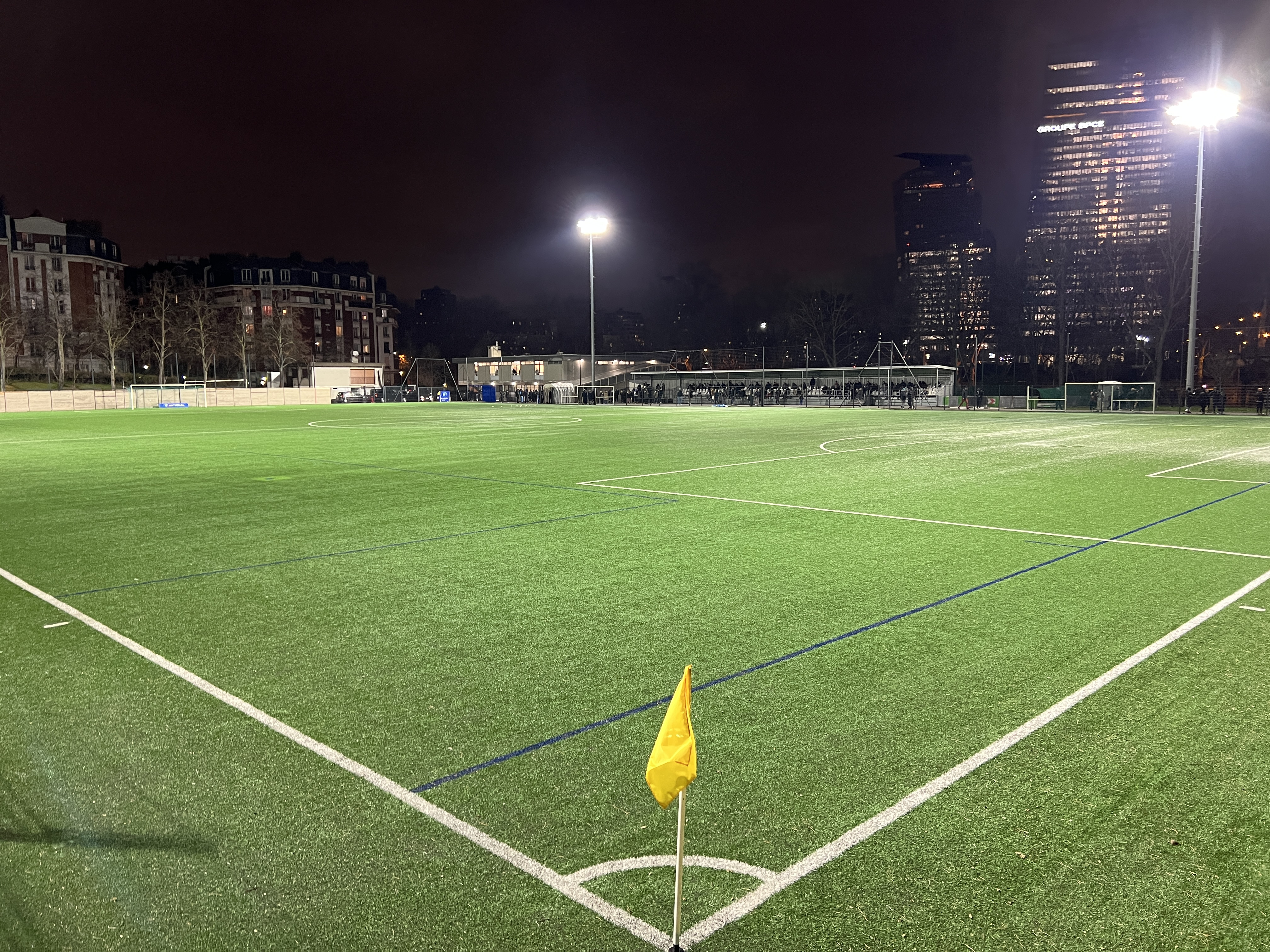
Vue du stade depuis le sud-est.
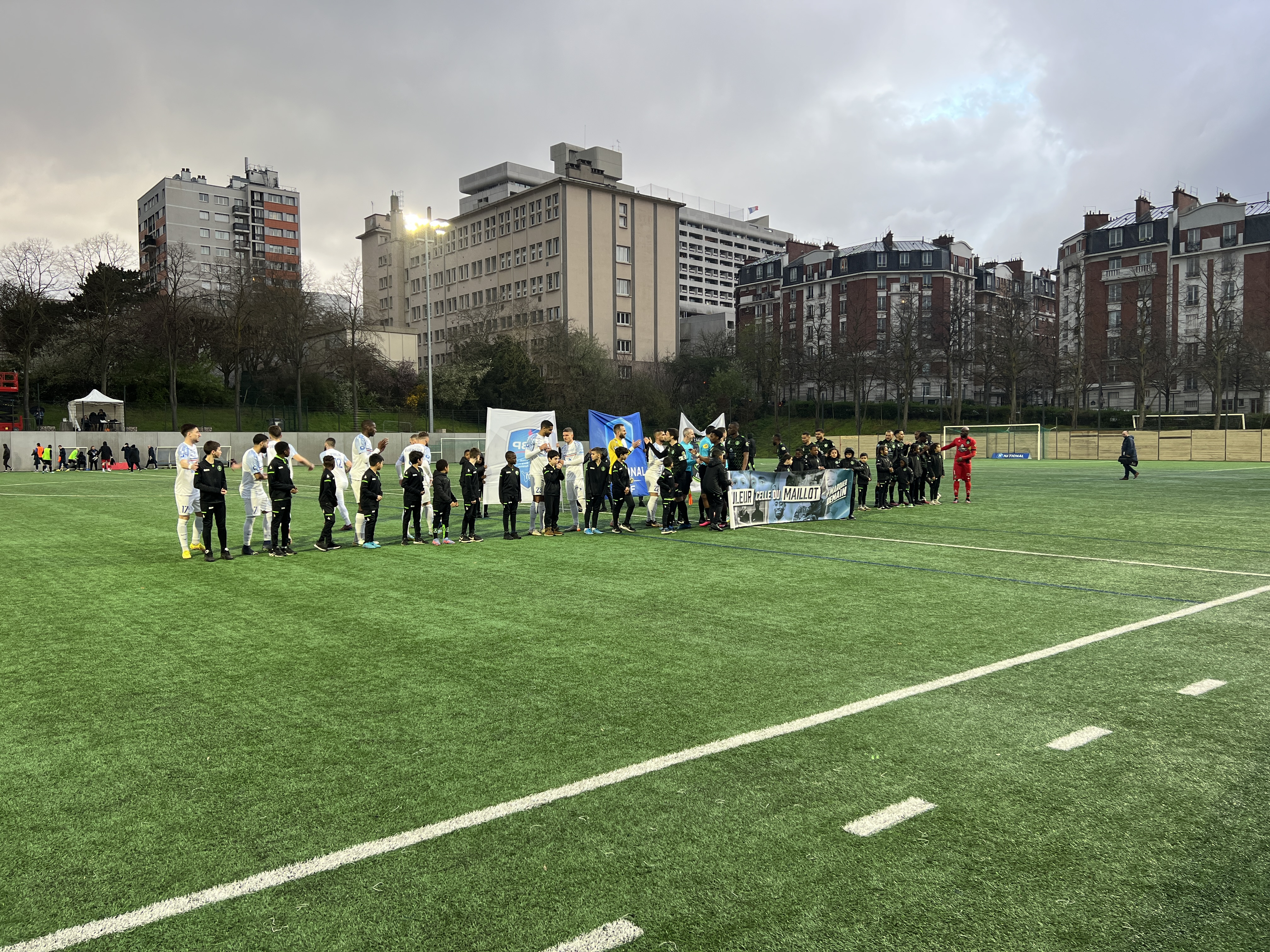
Les joueurs du Paris 13 Atletico et du FBBP 01 sur le terrain.